# Joseph Trapanese
Joseph Trapanese (Jersey City, 7 agosto 1984) è un compositore, arrangiatore e direttore d'orchestra statunitense.

## Biografia
Ha composto musiche per film, serie televisive e videogiochi, tra cui: Oblivion, Quantico e Need for Speed: Payback. Ha ricevuto una nomination al Saturn Award per il film The Greatest Showman.

## Filmografia parziale

### Cinema
- Countdown: Armageddon (Countdown: Jerusalem), regia di A.F. Silver (2009)
- The Raid - Redenzione (Serbuan maut), regia di Gareth Evans (2011)
- Oblivion, regia di Joseph Kosinski (2013)
- The Raid 2: Berandal (Serbuan maut 2: Berandal), regia di Gareth Evans (2014)
- The Divergent Series: Insurgent, regia di Robert Schwentke (2015)
- Straight Outta Compton, regia di F. Gary Gray (2015)
- The Divergent Series: Allegiant, regia di Robert Schwentke (2016)
- La battaglia di Jadotville (The Siege of Jadotville), regia di Richie Smyth (2016)
- Fire Squad - Incubo di fuoco (Only the Brave), regia di Joseph Kosinski (2017)
- Wolf Warrior 2 (戰狼2S, Zhàn Láng 2P), regia di Wu Jing (2017)
- Shimmer Lake, regia di Oren Uziel (2017)
- The Greatest Showman, regia di Michael Gracey (2017)
- Arctic, regia di Joe Penna (2018)
- Robin Hood - L'origine della leggenda (Robin Hood), regia di Otto Bathurst (2018)
- Stuber - Autista d'assalto (Stuber), regia di Michael Dowse (2019)
- Lilli e il vagabondo (Lady and the Tramp), regia di Charlie Bean (2019)
- Coffee & Kareem, regia di Michael Dowse (2020)
- Project Power, regia di Ariel Schulman e Henry Joost (2020)
- Spontaneous, regia di Brian Duffield (2020)
- Prisoners of the Ghostland, regia di Sion Sono (2021)
- Happily, regia di BenDavid Grabinski (2021)
- Spiderhead, regia di Joseph Kosinski (2022)
- L'esorcismo di Emma Schmidt - The Ritual (The Ritual), regia di David Midell (2025)

### Televisione
- Tron - La serie (Tron: Uprising) - serie TV d'animazione, 19 episodi (2012-2013)
- Dead of Summer - serie TV (2016)
- Quantico - serie TV, 20 episodi (2016-2017)
- Jean-Claude Van Johnson - serie TV (2016-2017)
- Unsolved - serie TV (2018-in corso)
- Berlin Station - serie TV, 10 episodi (2018-2019)
- Tenebre e ossa (Shadow and Bone) - serie TV (2021-2023)
- The Witcher - serie TV (2021-2023)
- Scott Pilgrim - La serie (Scott Pilgrim Takes Off) - serie animata (2023)

### Videogiochi
- The Crew (2014)
- Need for Speed: Payback (2017)

## Discografia parziale

### Album in studio
- 2013 - Oblivion

### Colonne sonore
- 2012 - The Raid: Redemption (Original Motion Picture Score & Soundtrack) (con Mike Shinoda)
- 2013 - Tron: Uprising

## Riconoscimenti
- ASCAP Screen Music Awards
  - 2018 - Top Television Series per The Greatest Showman[3]